# Wieczfnia Kościelna
Wieczfnia Kościelna – wieś sołecka w Polsce położona w województwie mazowieckim, w powiecie mławskim, w gminie Wieczfnia Kościelna.
Do 1954 roku siedziba wiejskiej gminy Mława. W latach 1975–1998 miejscowość administracyjnie należała do województwa ciechanowskiego.
Miejscowość jest siedzibą gminy Wieczfnia Kościelna oraz parafii św. Stanisława BM.
Miejsce urodzenia Barbary Stanisławy Drapczyńskiej – żony Krzysztofa Kamila Baczyńskiego.
Wieczfnia Kościelna również posiada klub piłkarski "Wieczfnianka" założony w 1996 r. W sezonie 2024/25 drużyna grała w klasie A w grupie Ciechanów-Ostrołęka.